# Баженов, Виктор Андреевич
Ви́ктор Андре́евич Баже́нов (род. 6 августа 1946, Омск) — советский фехтовальщик на саблях, двукратный чемпион мира (1971, 1977), призёр Олимпийских игр (1972). Заслуженный мастер спорта СССР (1989).

## Биография
Родился 6 августа 1946 года в Омске. В 1961 году начал заниматься фехтованием на саблях у Оганеса Крикорьянца. В дальнейшем тренировался под руководством Юрия Бычкова и Давида Тышлера.
В 1970 году стал чемпионом Универсиады, в 1971 году выиграл чемпионат мира. Участвовал в летних Олимпийских играх 1972 года в Мюнхене, где завоевал серебряную медаль (в командном первенстве по фехтованию на саблях). В 1973 году опять стал чемпионом Универсиады. В 1978 году стал призёром чемпионата мира.
Впоследствии перешёл на тренерскую работу. С 1992 по 2003 году был главным тренером сборной команды России по резерву, в 1996 году получил звание «Заслуженный тренер России». В 2007 году основал в Москве фехтовальный клуб «Виктория-Эль».

## Образование
В 1972 году окончил Омский государственный институт физической культуры.

## Семья
- Дочь — Ирина Баженова (род. 1978), российская фехтовальщица, двукратная чемпионка мира по фехтованию на саблях (2001, 2002).